# Ron Harris (football)
Pour les articles homonymes, voir Ron Harris et Harris.
 (février 2011).
Si vous disposez d'ouvrages ou d'articles de référence ou si vous connaissez des sites web de qualité traitant du thème abordé ici, merci de compléter l'article en donnant les références utiles à sa vérifiabilité et en les liant à la section « Notes et références ».
Ronald Edward Harris (né le 13 novembre 1944 à Hackney, est un  footballeur professionnel anglais qui a joué pour Chelsea dans les années 1960 et 1970.
Harris est considéré comme l'un des défenseurs les plus durs de son époque, avec des joueurs tels que Tommy Smith ou encore Norman Hunter. Son frère Allan Harris a également été footballeur avec Chelsea et QPR et a été pendant de nombreuses années le partenaire d'entraînement de Terry Venables.

## Biographie
Harris a été membre du club de Chelsea et vainqueur de la FA Youth Cup en 1961. Il fait ses débuts au club en février 1962 lors d'une victoire 1-0 contre Sheffield Wednesday. En un an, il s'était établi en tant que titulaire sur le côté, une position qu'il occupera pendant les dix-huit années suivantes. Il a formé une partie importante du nouveau manager de Chelsea, Tommy Docherty. 
Lors du retour du club dans la division supérieure, Harris a solidifié sa réputation d'intransigeant - et pourtant talentueux - défenseur en une série de grandes (et parfois célèbres) performances. Ses premiers honneurs avec Chelsea sont venus avec une Coupe de la Ligue (victoire sur Leicester City) en 1965. Dans la même saison, Chelsea a été en lice pour le titre de champion la plupart de l'année mais a finalement terminé troisième après avoir remporté un seul des cinq derniers matches. 
Il est nommé capitaine l'année suivante et en 1967, est devenu le plus jeune capitaine lors de la finale de la Coupe FA, perdue 2-1 face à Tottenham. Il atteint une nouvelle fois la finale de la Coupe FA trois ans plus tard, cette fois contre Leeds United.Il reste à ce jour le joueur ayant disputé le plus de match pour Chelsea.

## Palmarès

### Chelsea FC
- FA Youth Cup : Vainqueur en 1961 (1)

- Football League Cup : Vainqueur en 1965 (1), Finaliste en 1972 (1)

- FA Cup : Vainqueur en 1970 (1), Finaliste en 1967, (1)

- Coupe des coupes : Vainqueur en 1971 (1)

- FA Charity Shield : Finaliste en 1970 (1)

- Football League Second Division : Finaliste en 1963 et 1977 (2)